# John Pangnark
John Pangnark (1920-1980) est un sculpteur canadien inuit. Son travail se distingue de la production inuite commune par son côté minimaliste et dépouillé. L'utilisation de la pierre très dure de la région du 
Keewatin explique en partie l'absence de détails. Les traits du visage se réduisent quelquefois à de simples incisions sur la surface de la pierre.
On retrouve ses œuvres au Dennos Museum Center (en) à Traverse City au Michigan, au Musée des beaux-arts du Canada et au Musée des beaux-arts de Montréal.

## Source
- Guide : Musée des beaux-arts de Montréal, Montréal, éd. Musée des beaux-arts de Montréal, 2007, 2e éd. (1re éd. 2003), 342 p. (ISBN 978-2-89192-312-5),  p. 228